# Biserica „Schimbarea la Față” (Suseni) din Almașu Mare

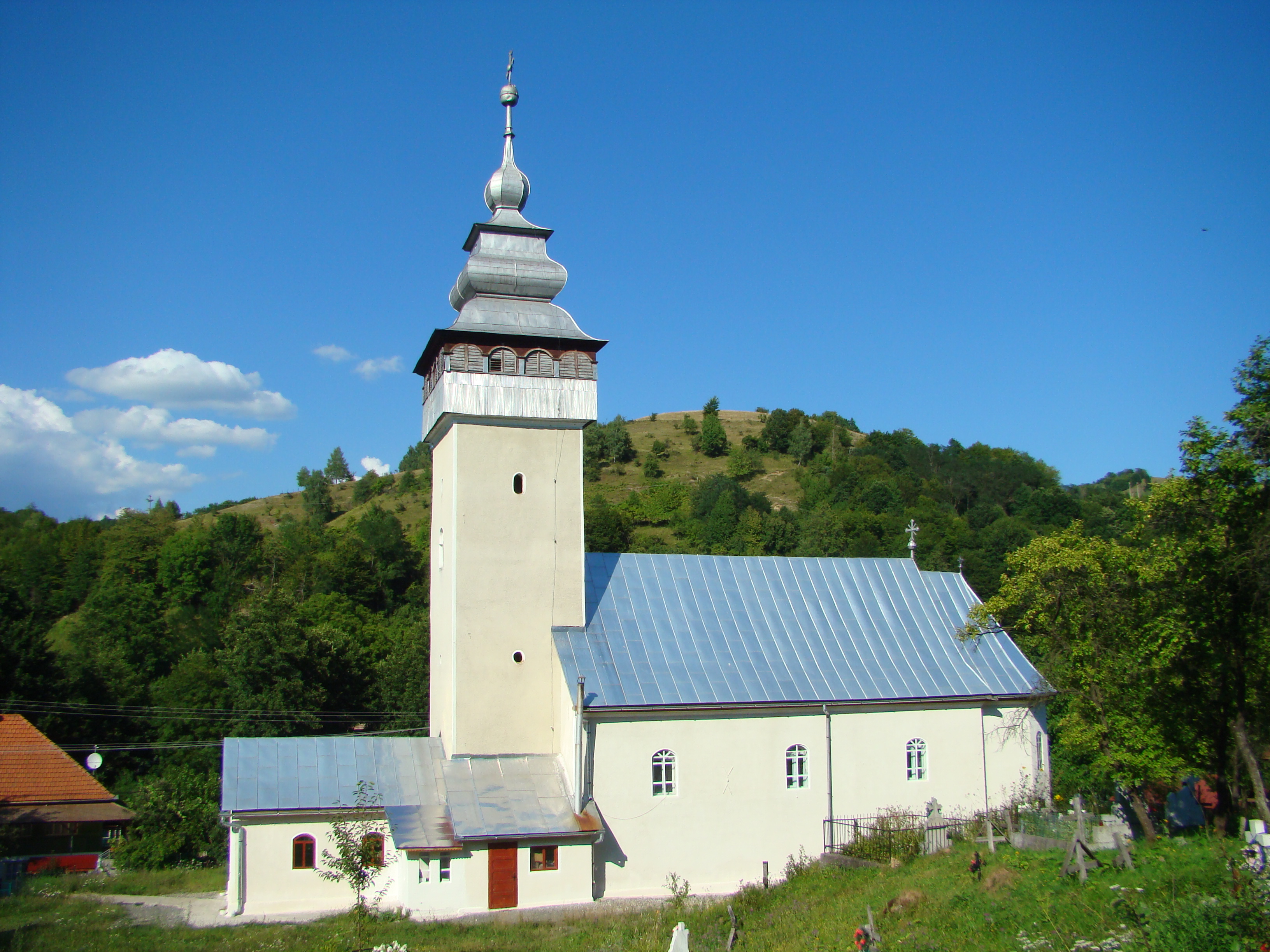
Biserica „Schimbarea la Față” din Almașu Mare, județul Alba, foto: iulie 2017.

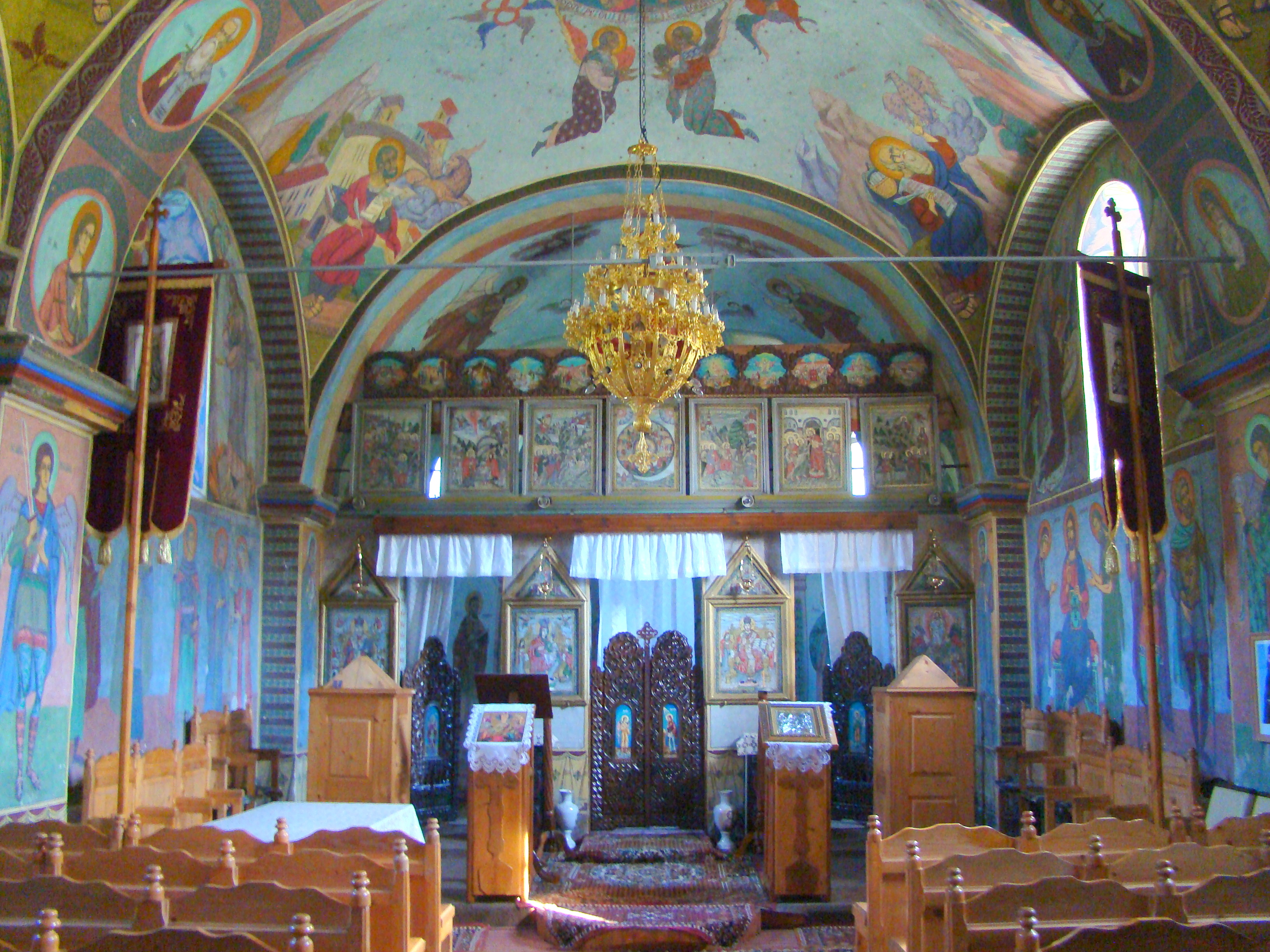
Nava spre iconostas

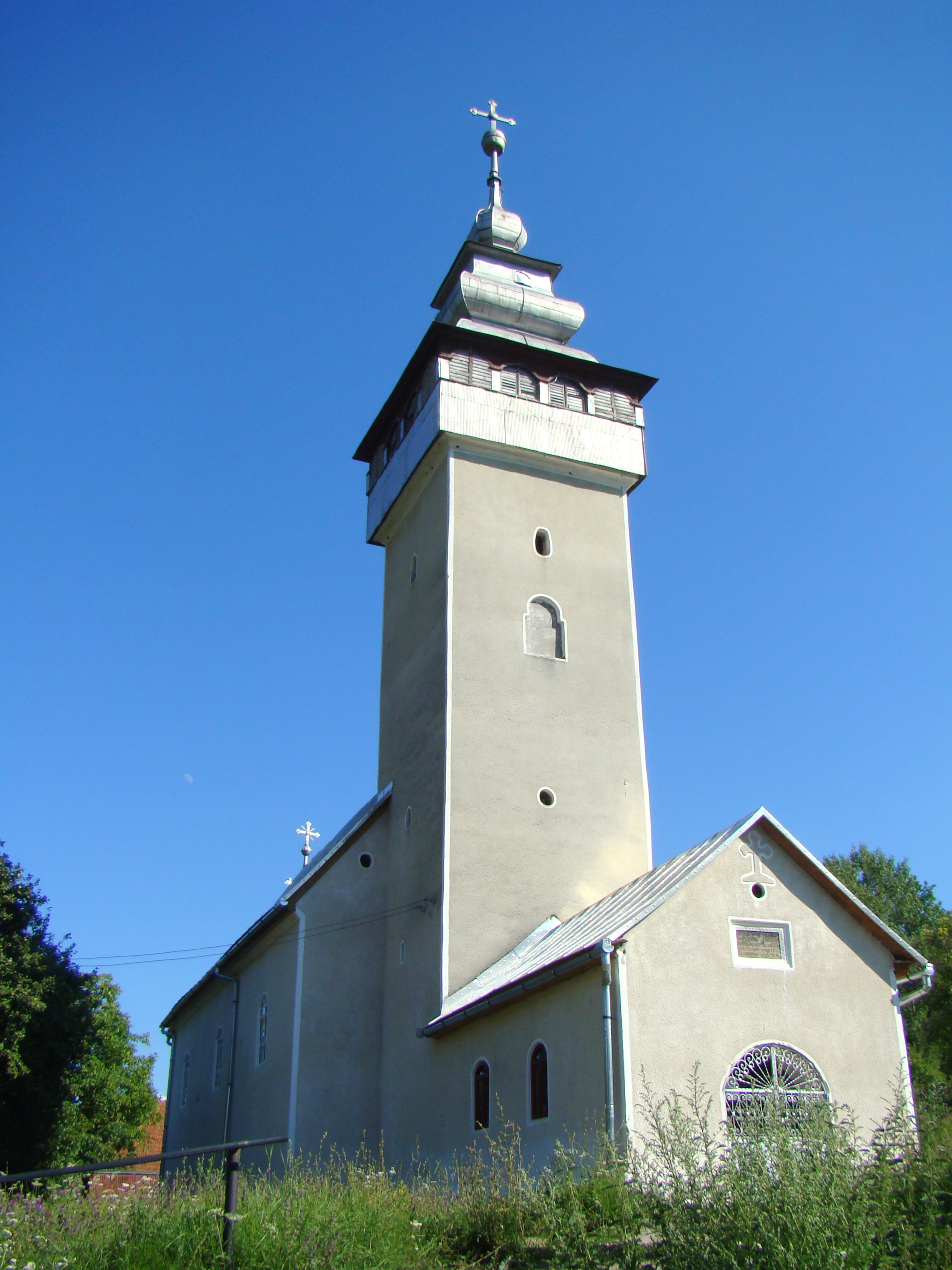
Biserica (nord-vest)

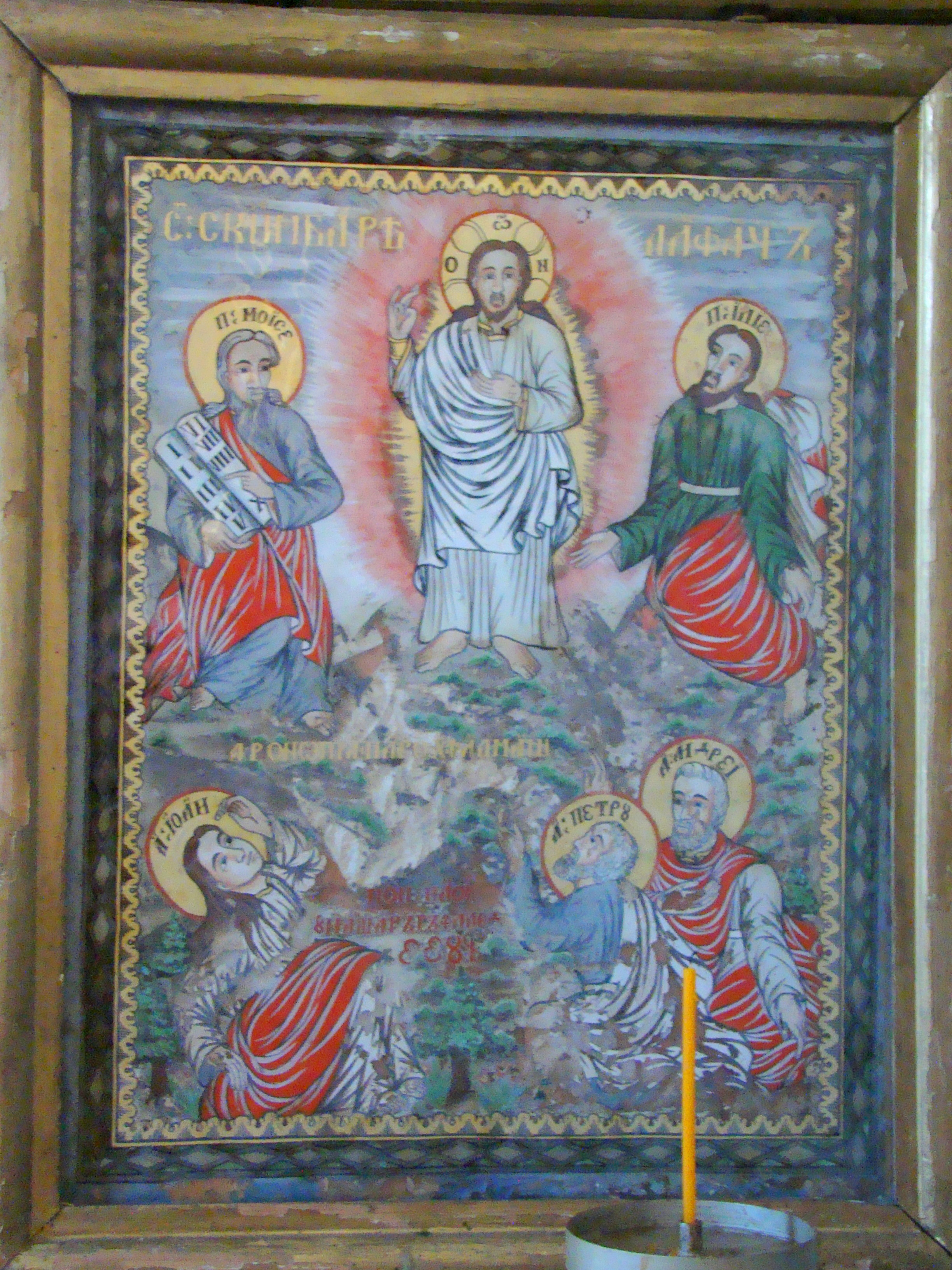
Icoană pe sticlă de Făgăraș (Ioan Pop Zugrav)

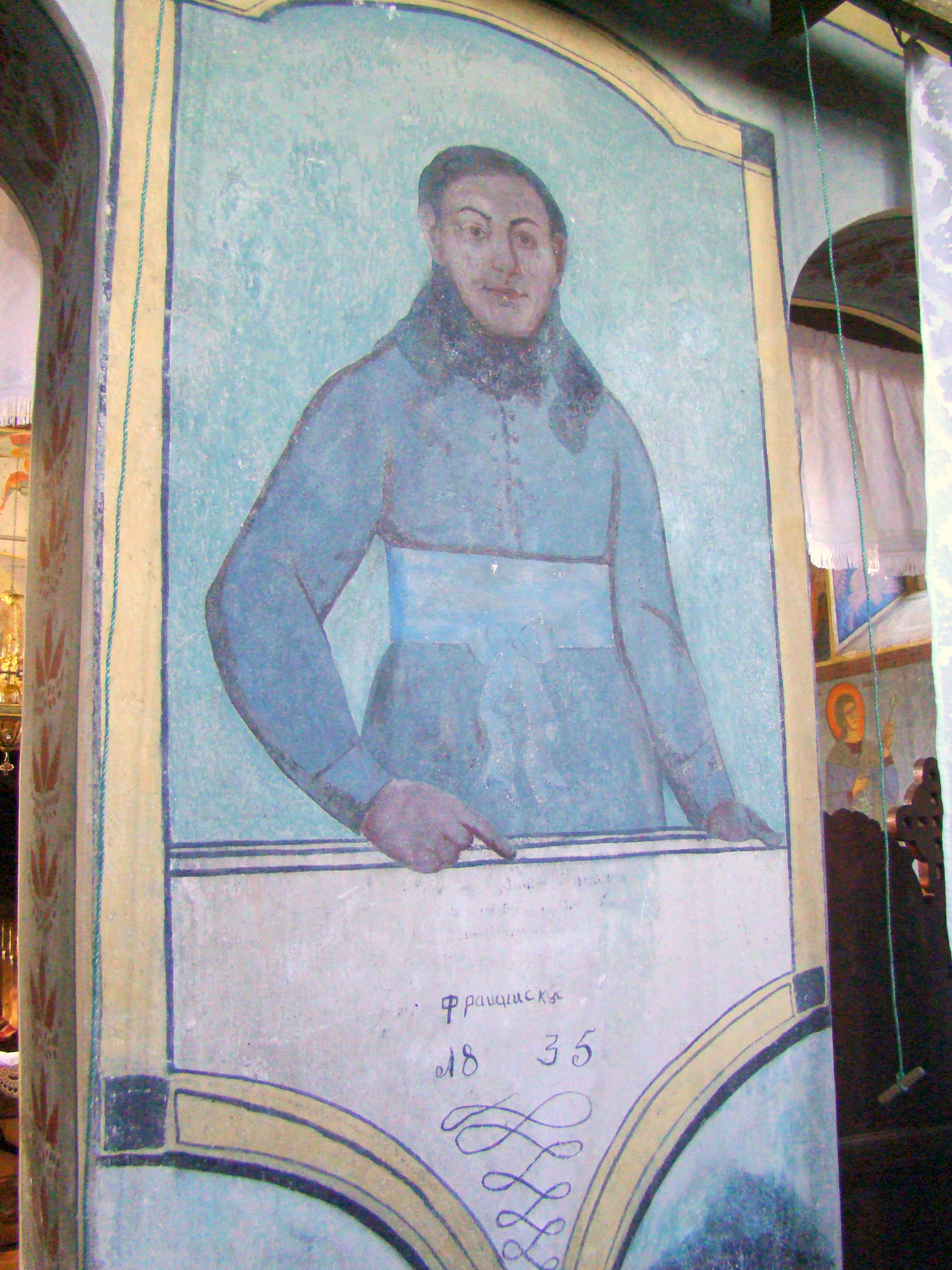
Detaliu din pictura altarului

Biserica „Schimbarea la Față” din Almașu Mare, județul Alba, datează din anul 1822.. Biserica se află pe noua listă a monumentelor istorice sub codul LMI 2010:  AB-II-m-B-00175.

## Istoric și trăsături
Edificiul, ridicat în secolul al XIX-lea (1822-1826), din ziduri de piatră și bolți de cărămidă,  se compune dintr-o absidă hexagonală, naos dreptunghiular, turn clopotniță cu trei nivele, cu foișor de lemn la partea superioară și coif piramidal de tablă.  Pridvorul de pe fațada de vest a turnului a fost adăugat ulterior. În interior biserica a fost pavată cu lespezi de piatră. 
Pictura veche, realizată de Para Vasile Zugrav, în 1835, se mai păstrează doar în altar, restul interiorului fiind pictat la o dată recentă (1990-1994). Remarcabil este iconostasul, placat cu icoane pe sticlă de Făgăraș, realizate între anii 1834 și 1835, de Ioan Pop Zugrav, chemat în zonă de preotul de atunci al bisericii, Aron Oprea. 
.

## Imagini din exterior

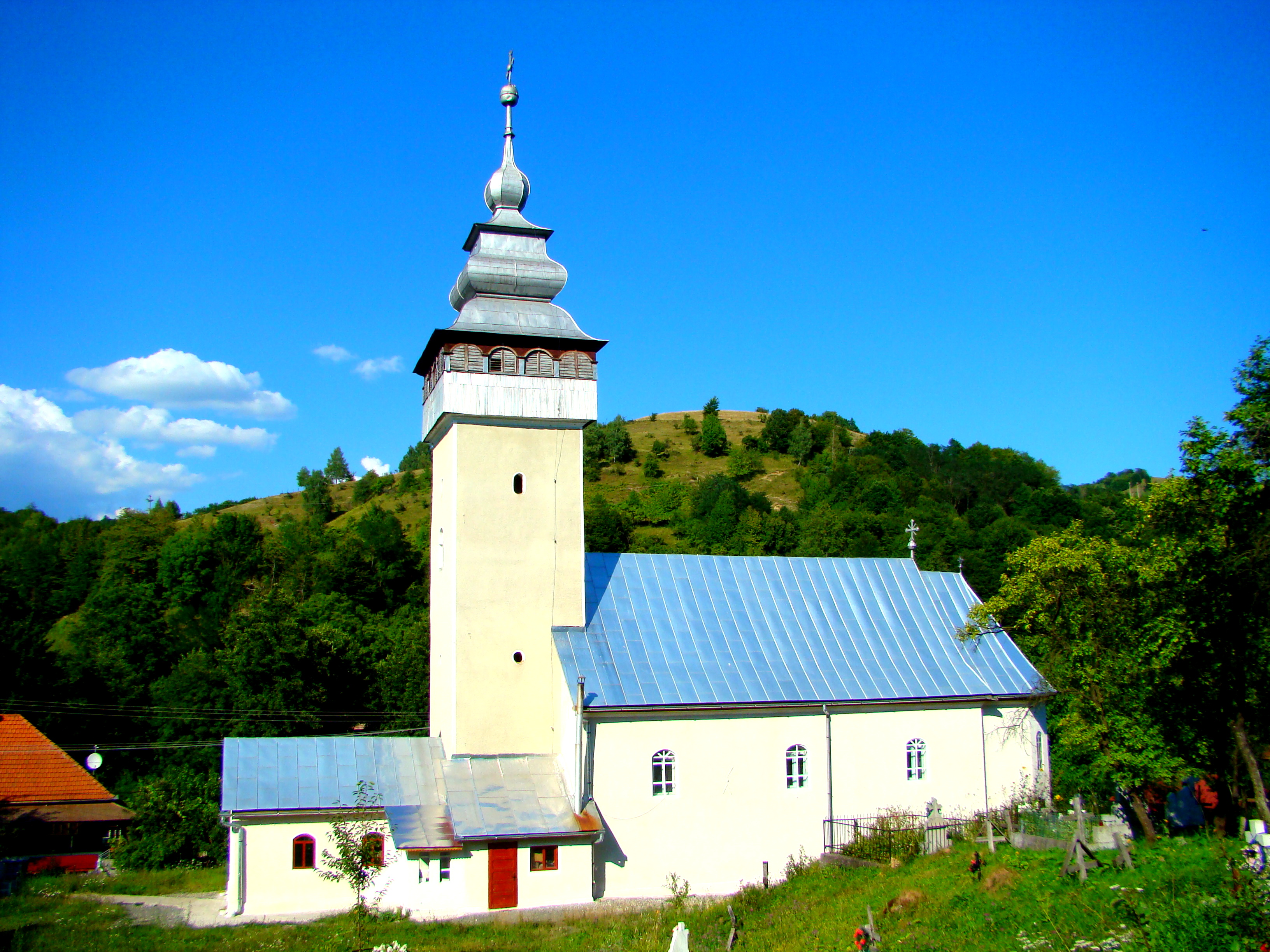
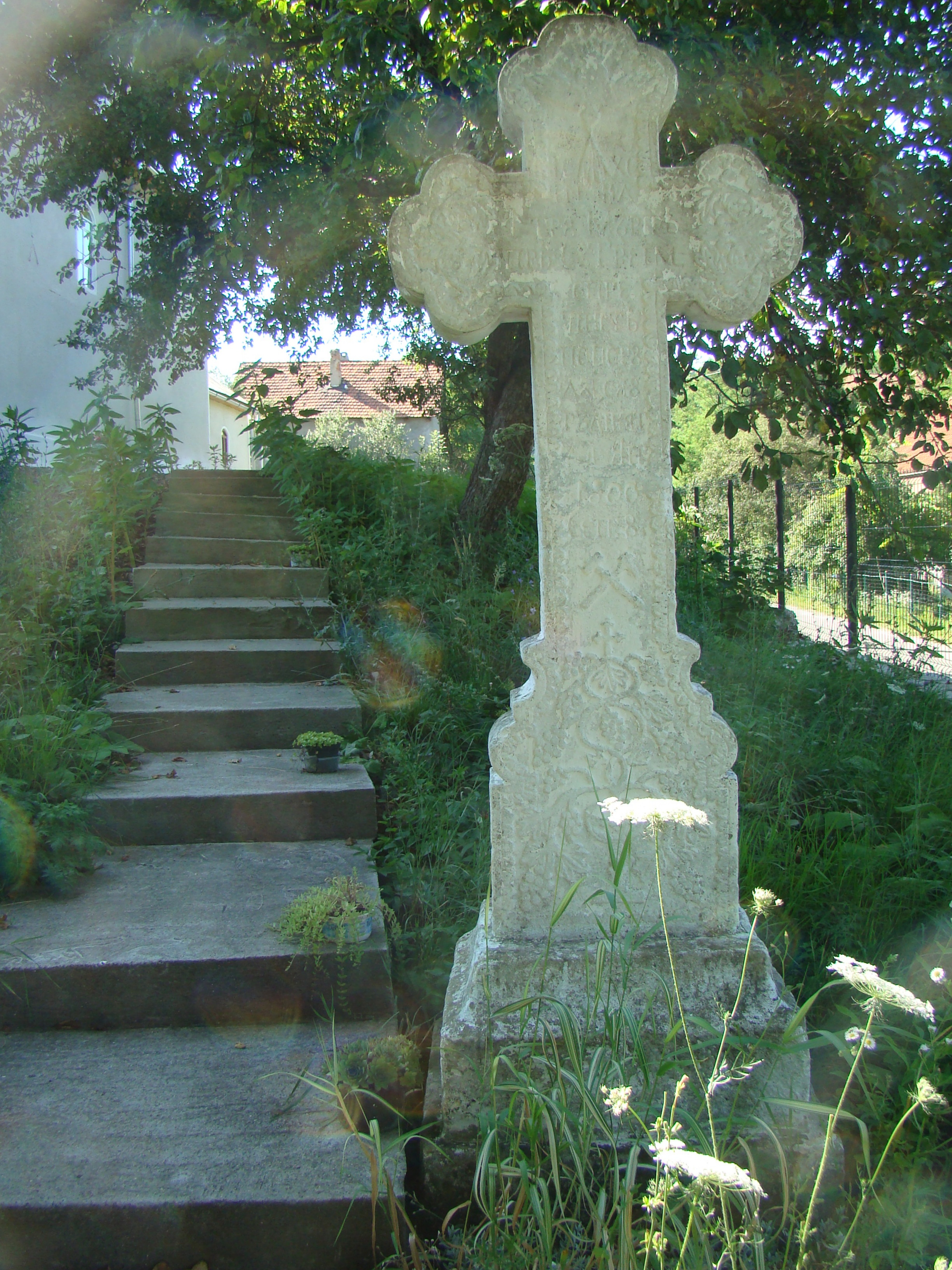
Crucea de piatră a bisericii
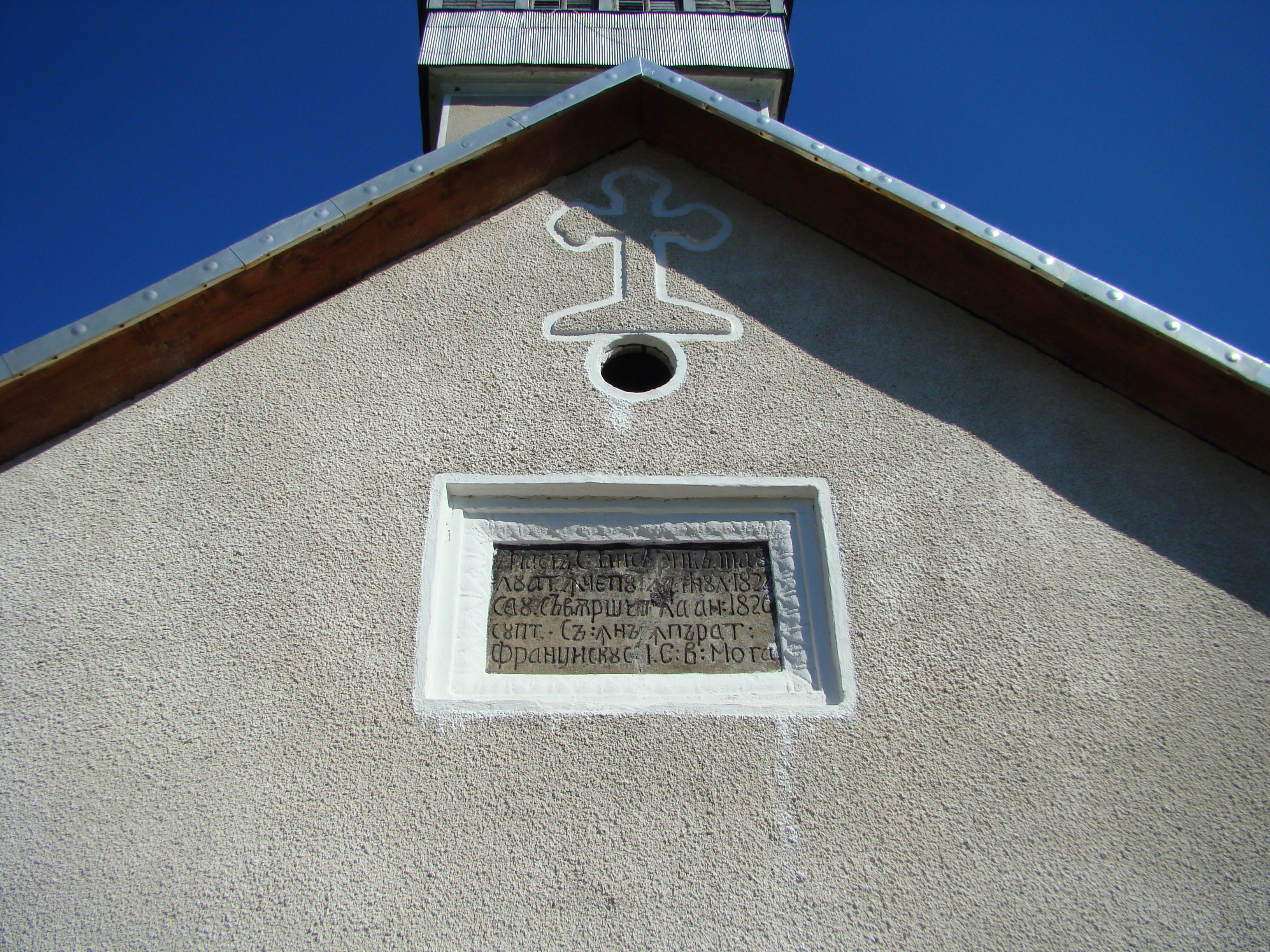
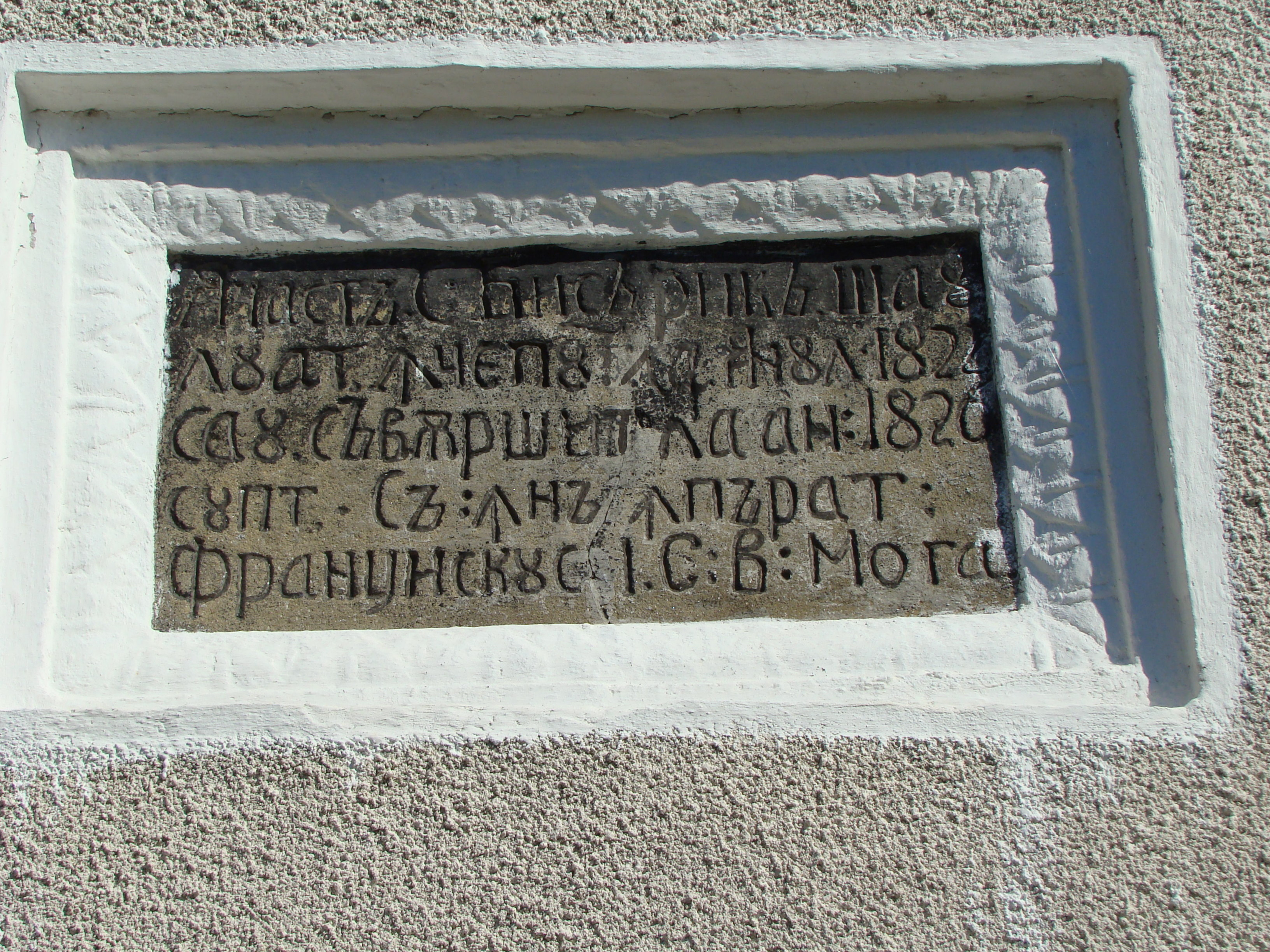
Inscripția de datare
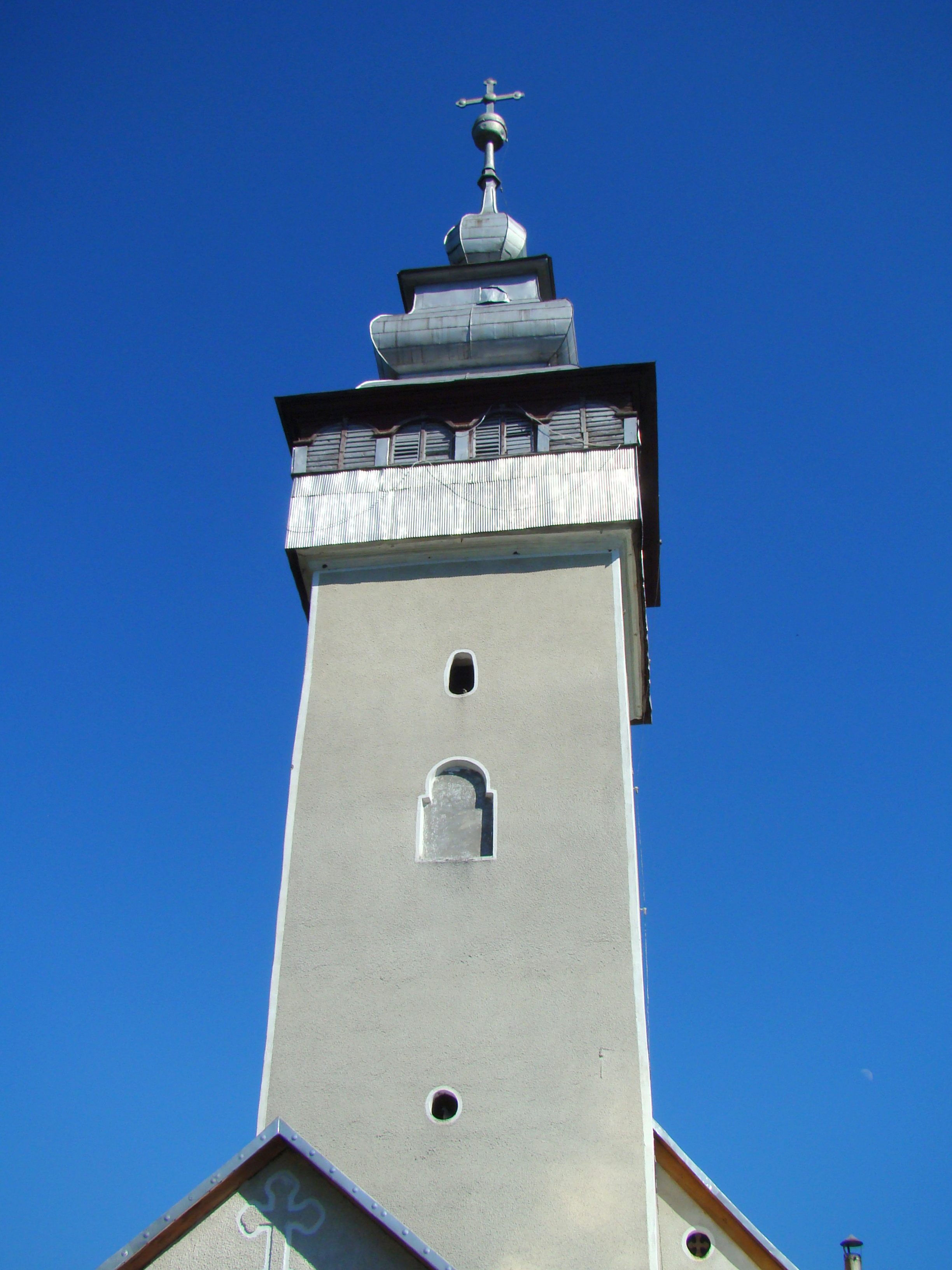
Turnul clopotniță
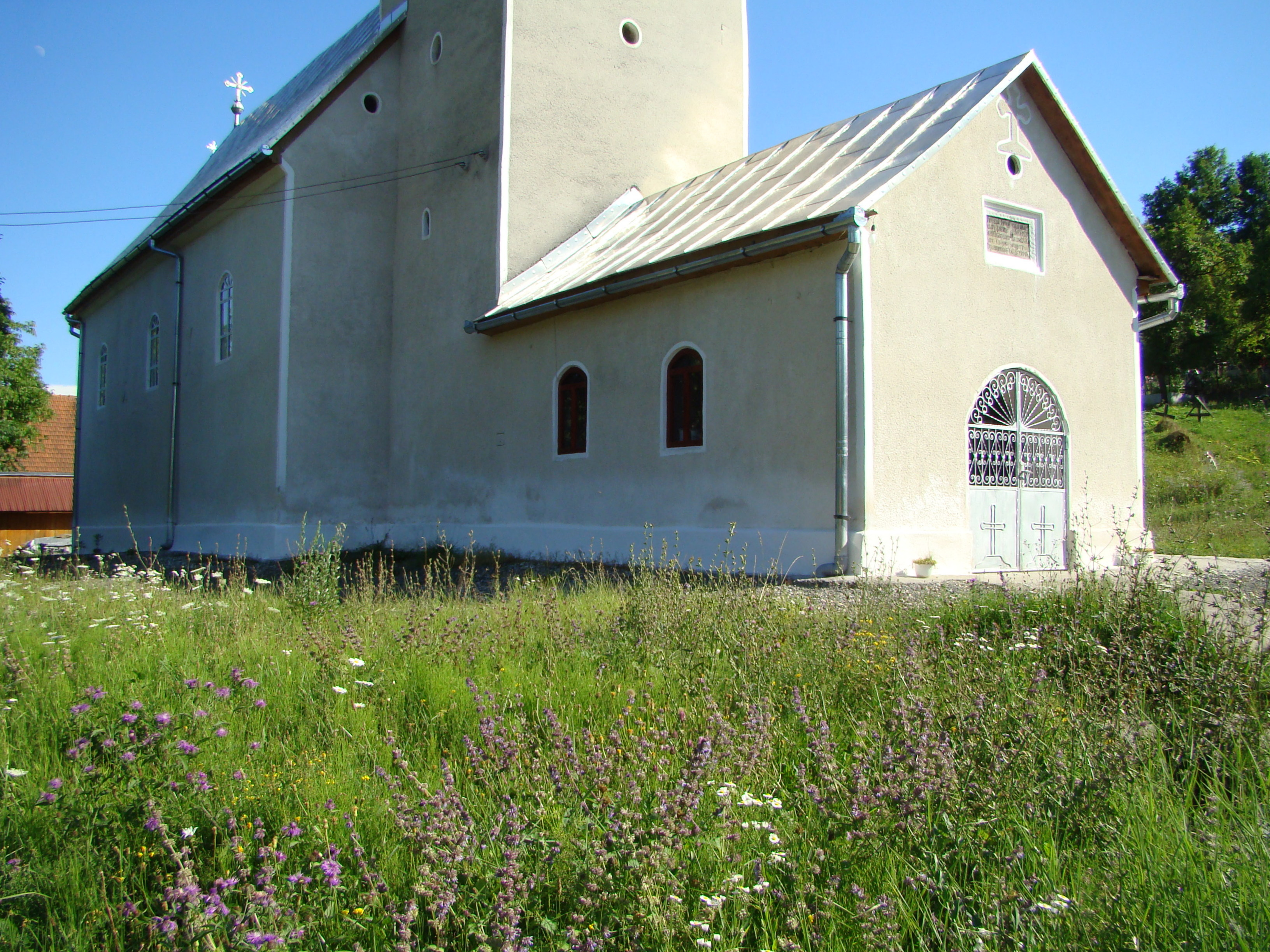
Pridvorul și latura de nord
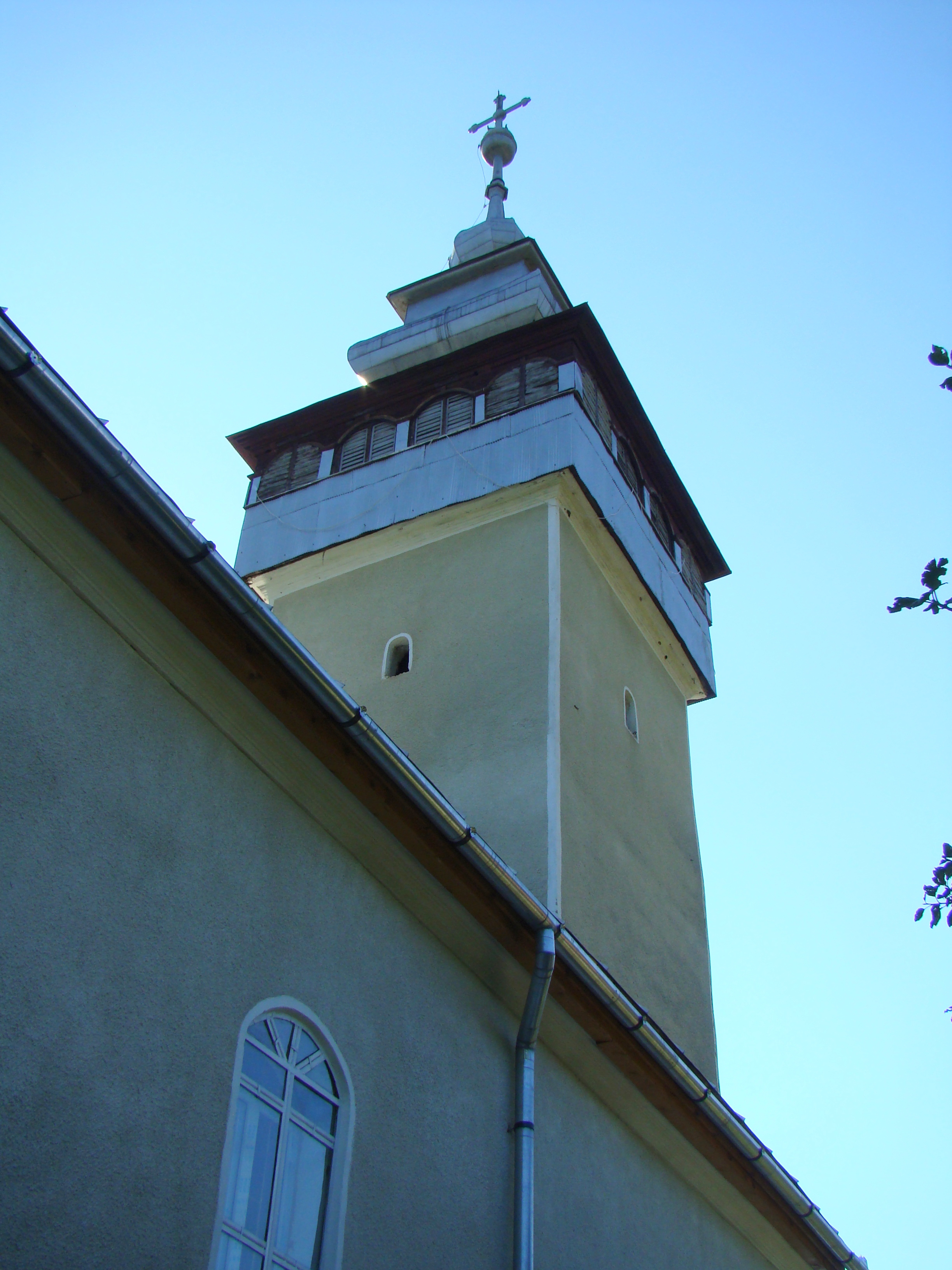
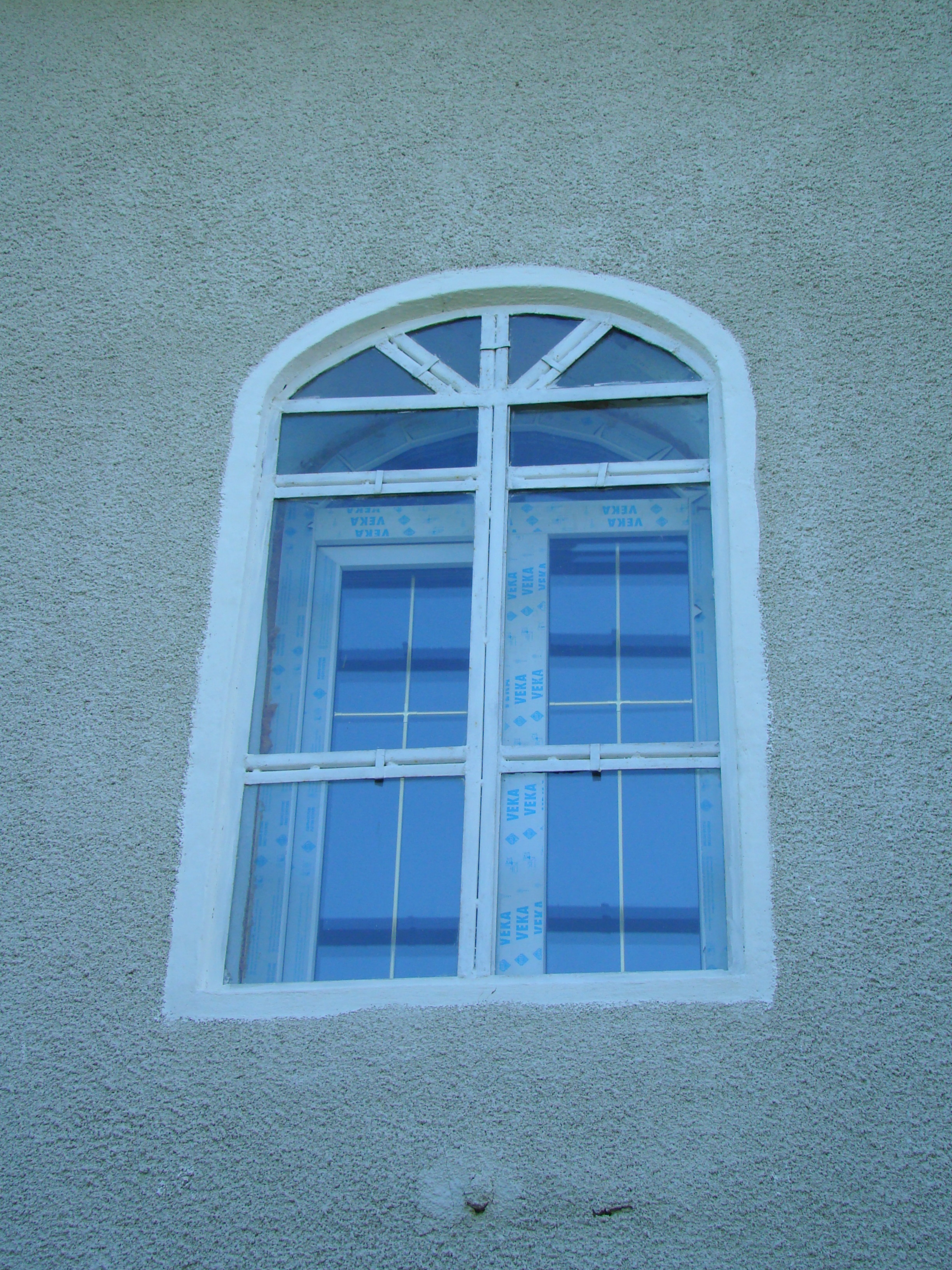
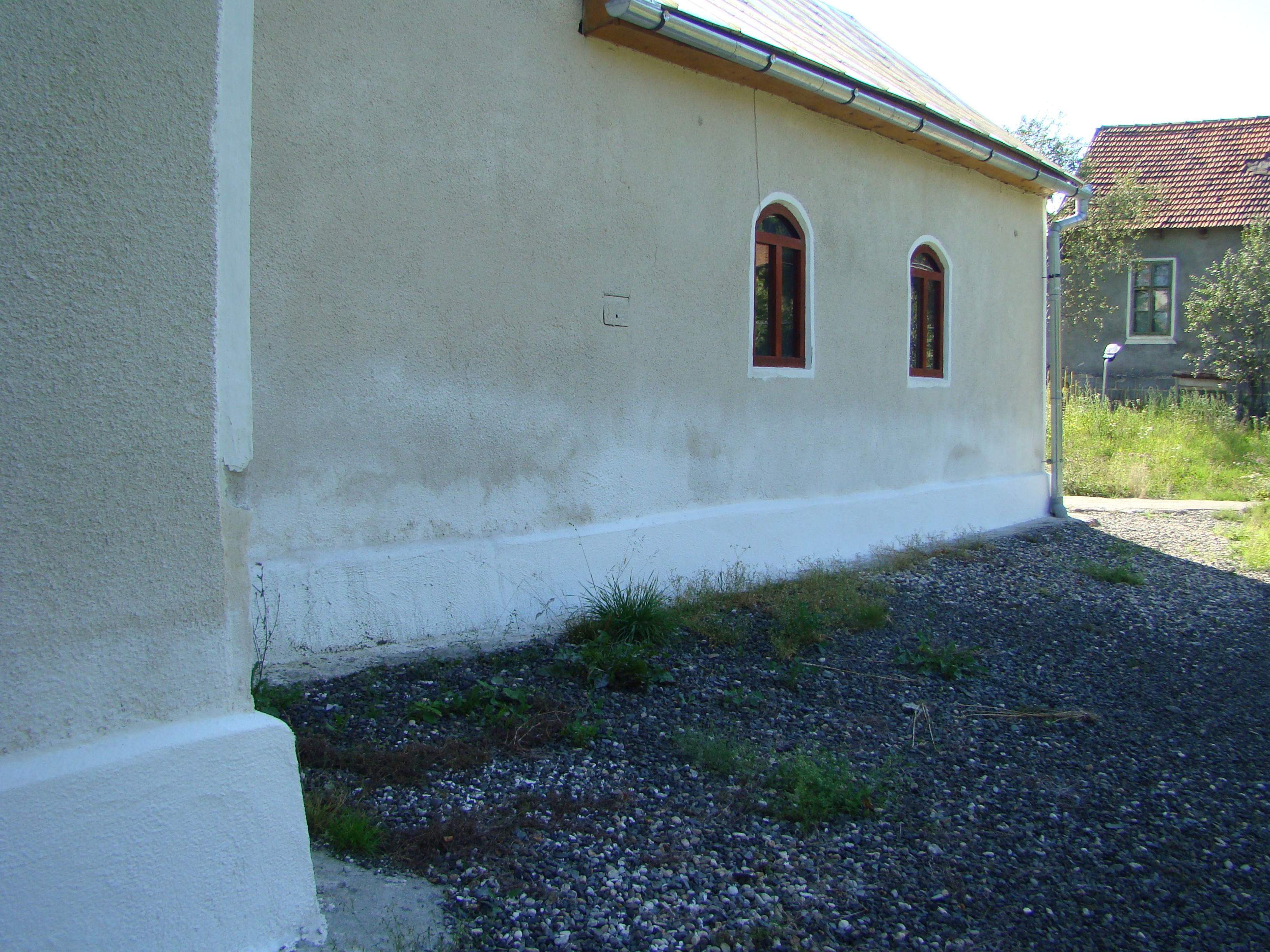
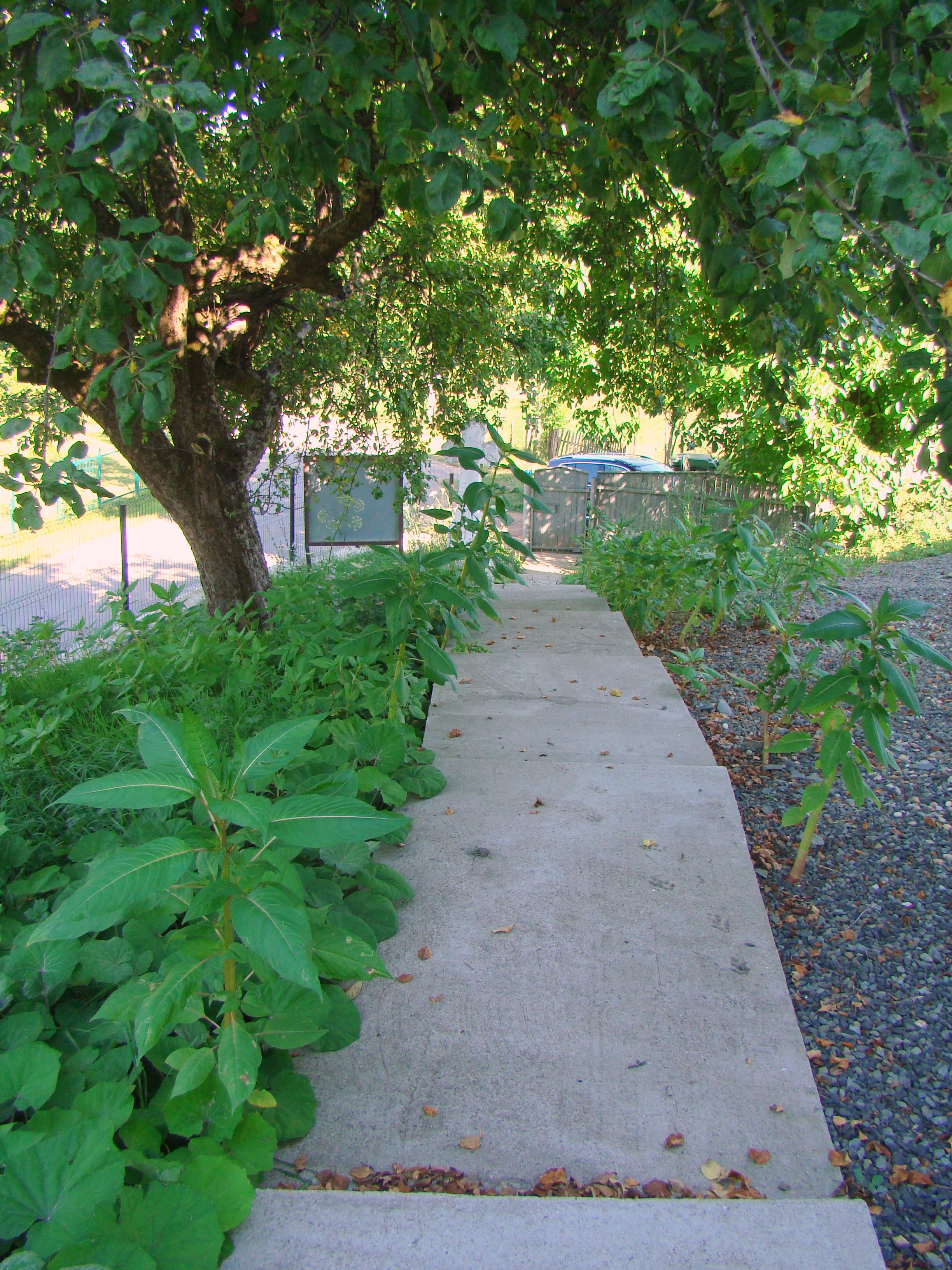
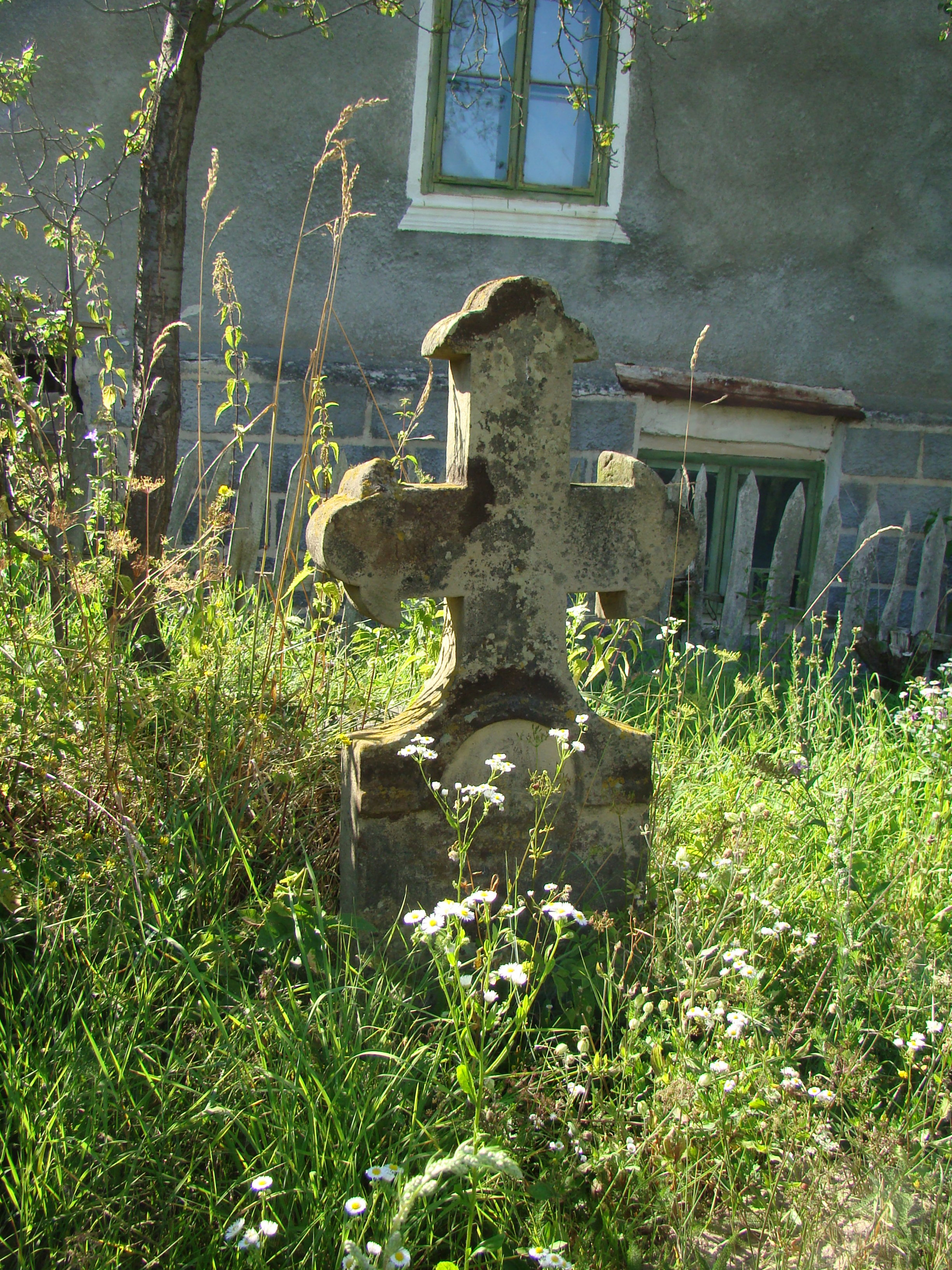
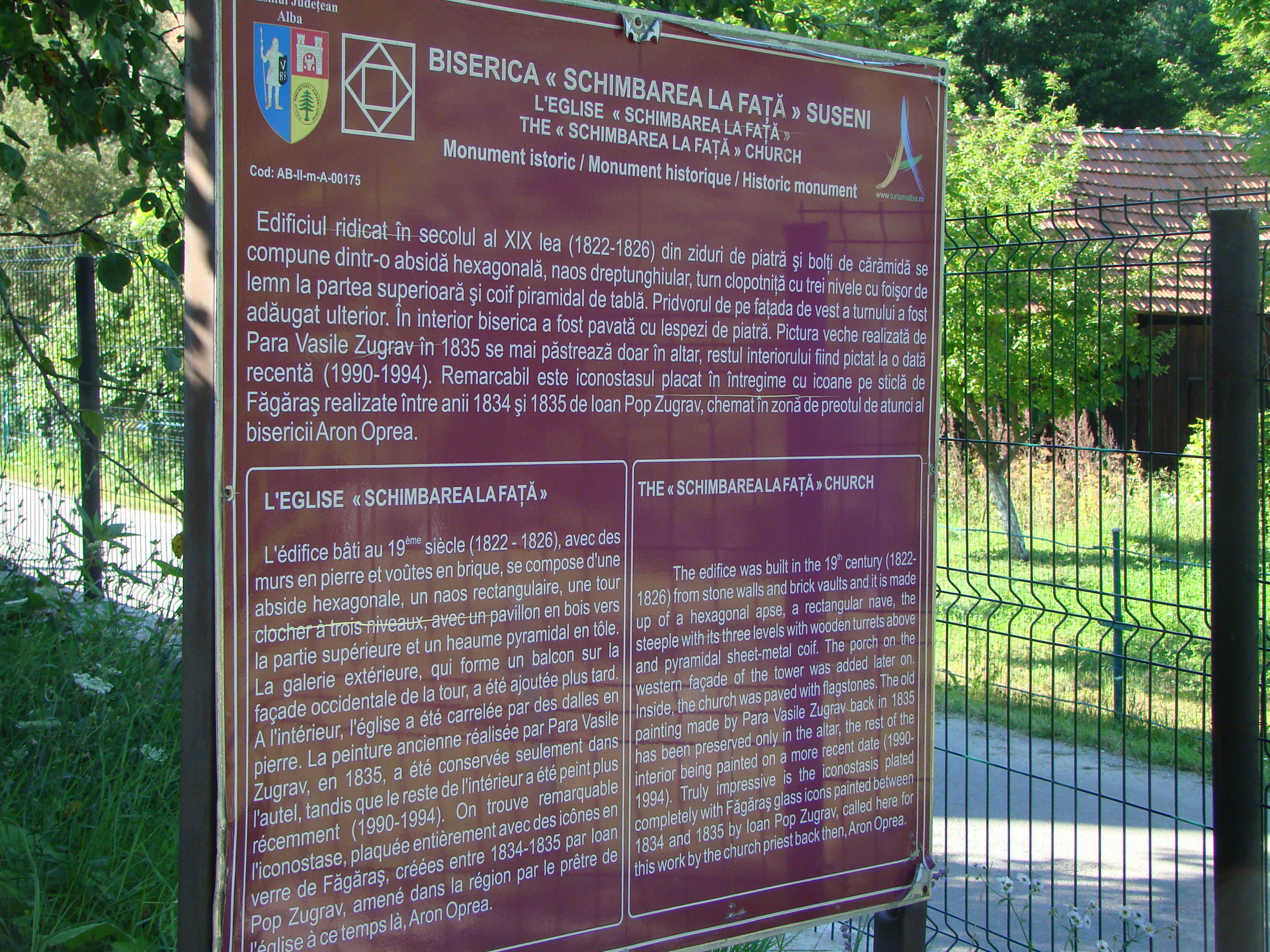

## Imagini din interior

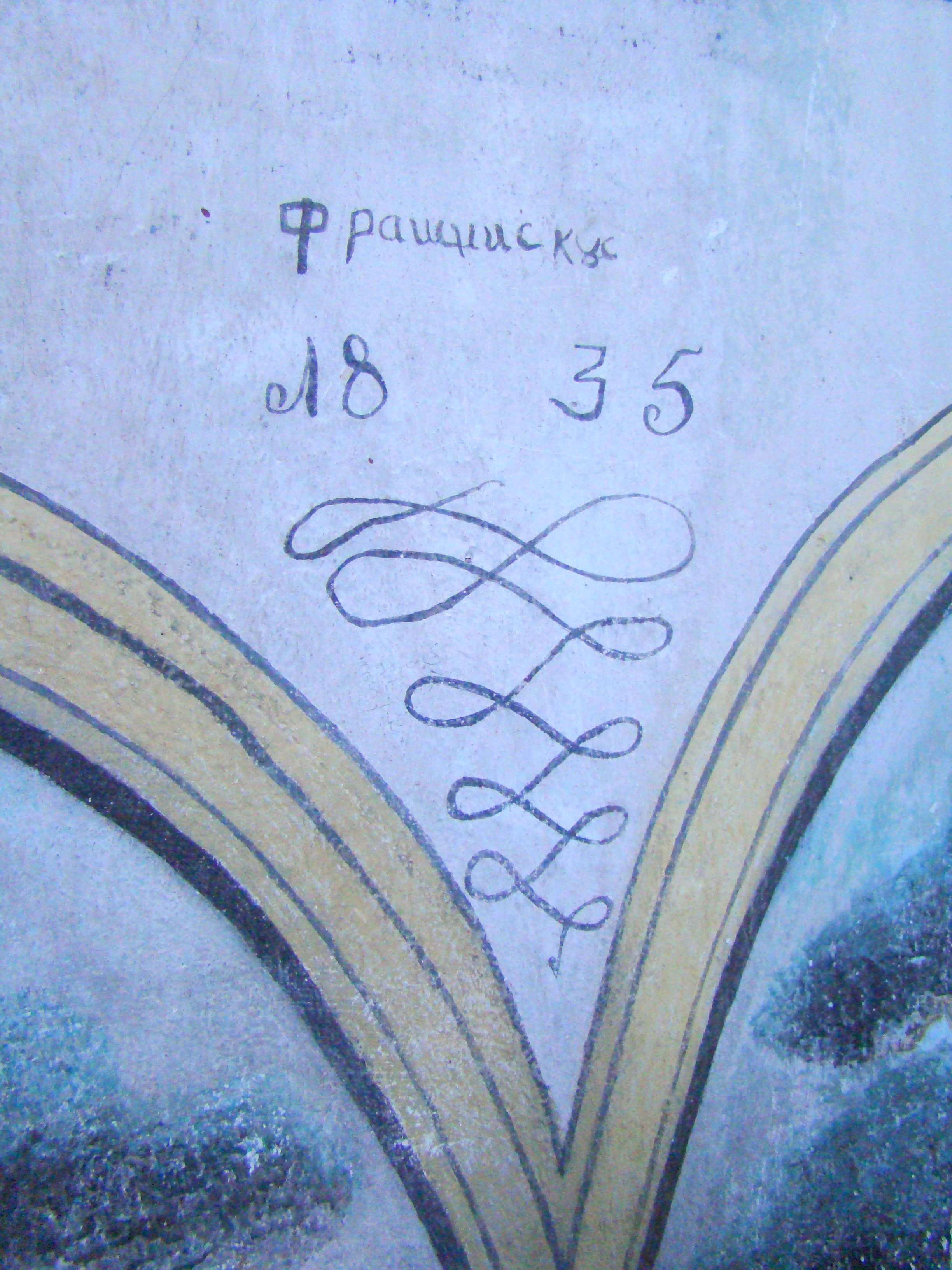
Semnătura zugravului
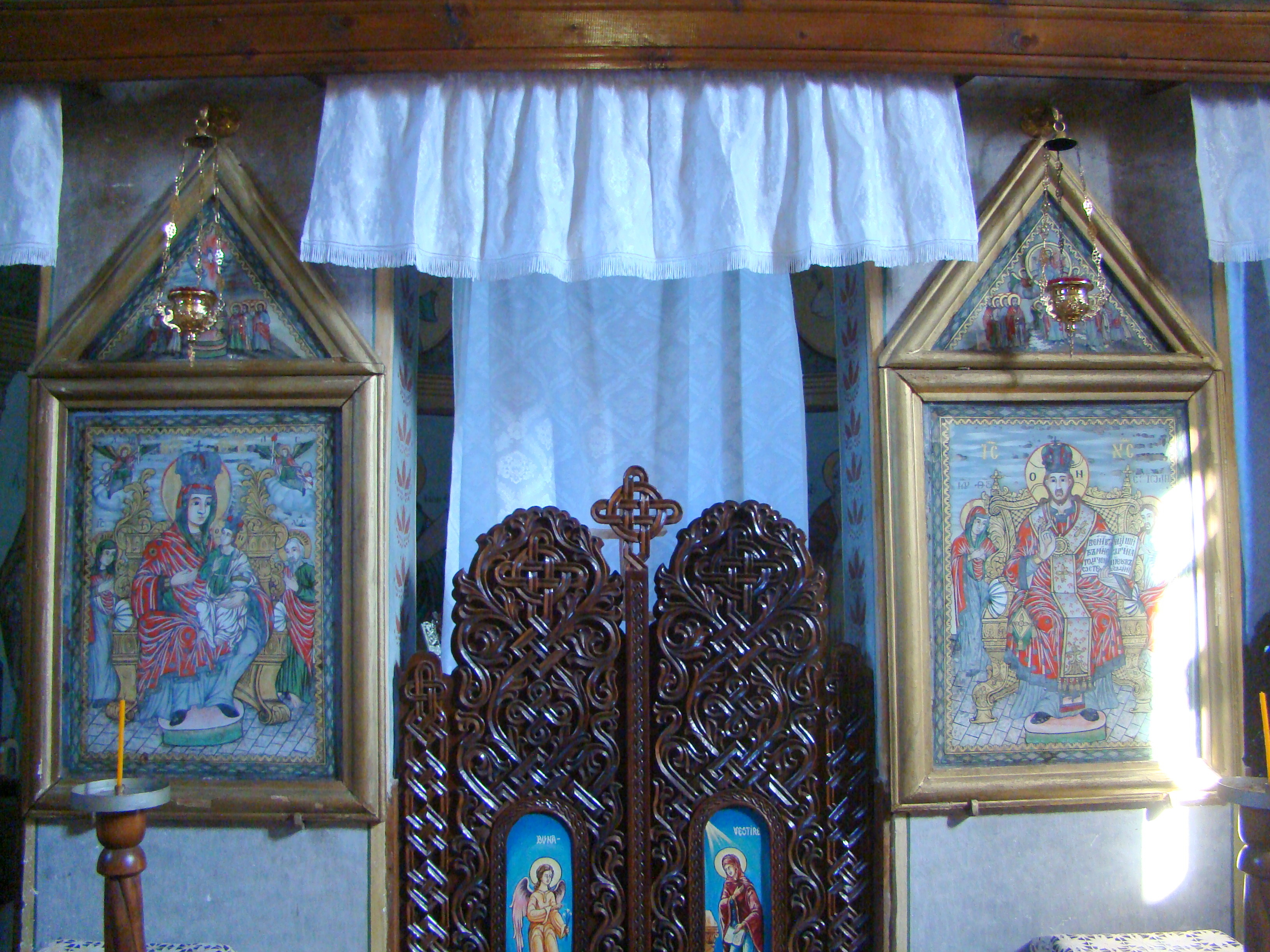
Icoanele împărăteşti
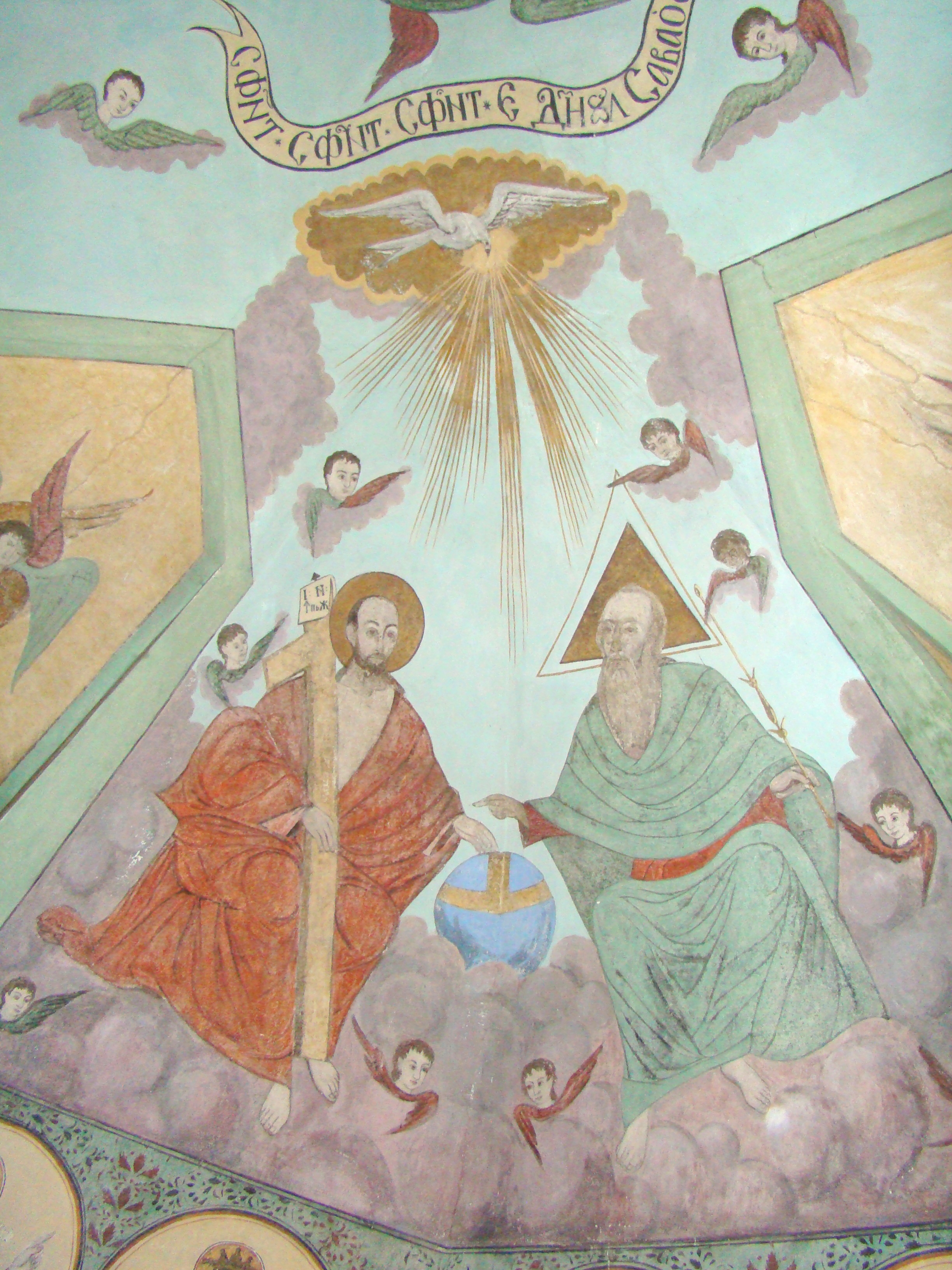
Altar:Sfânta Treime
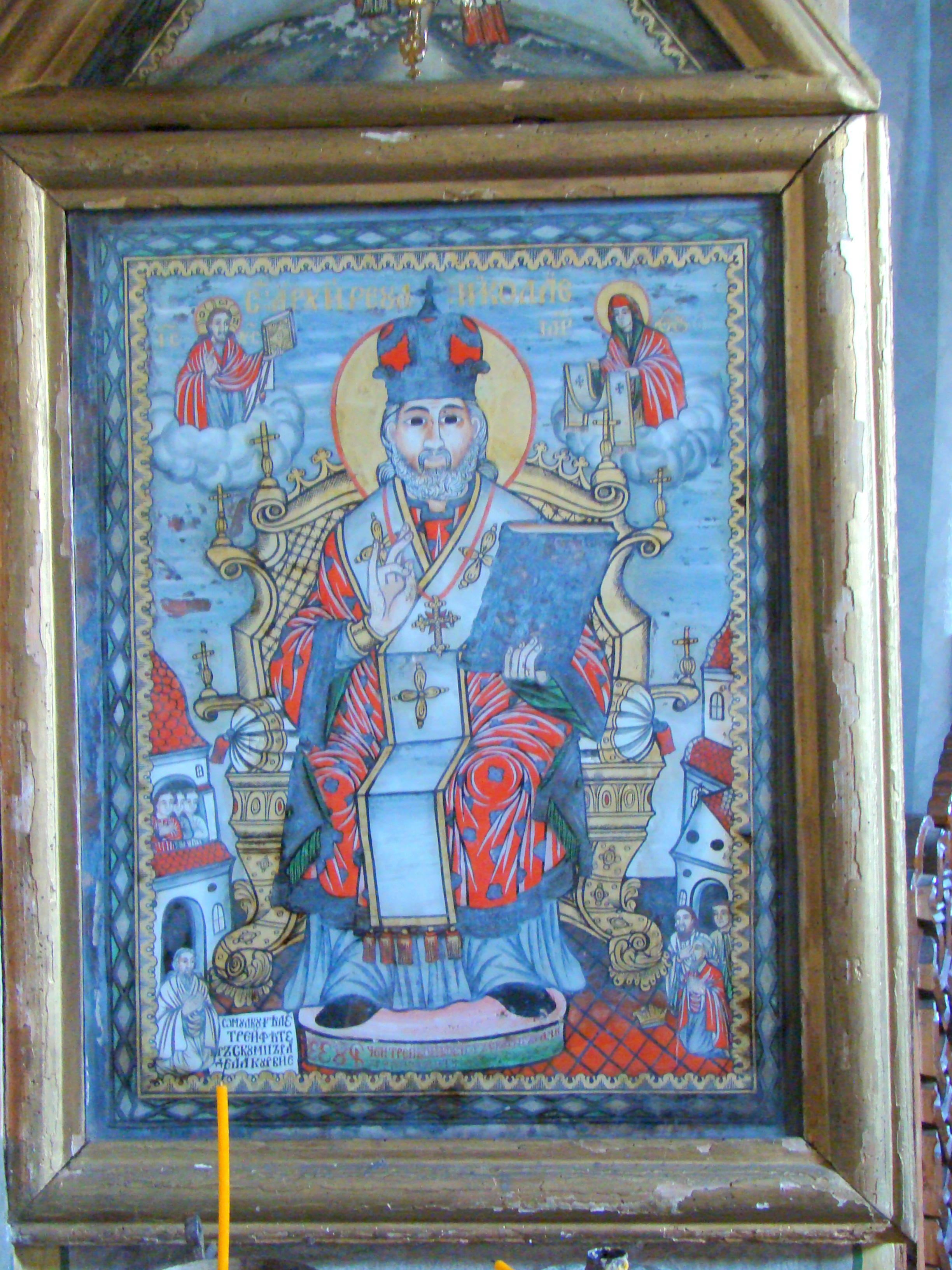
Icoană pe sticlă: Sfântul Ierarh Nicolae
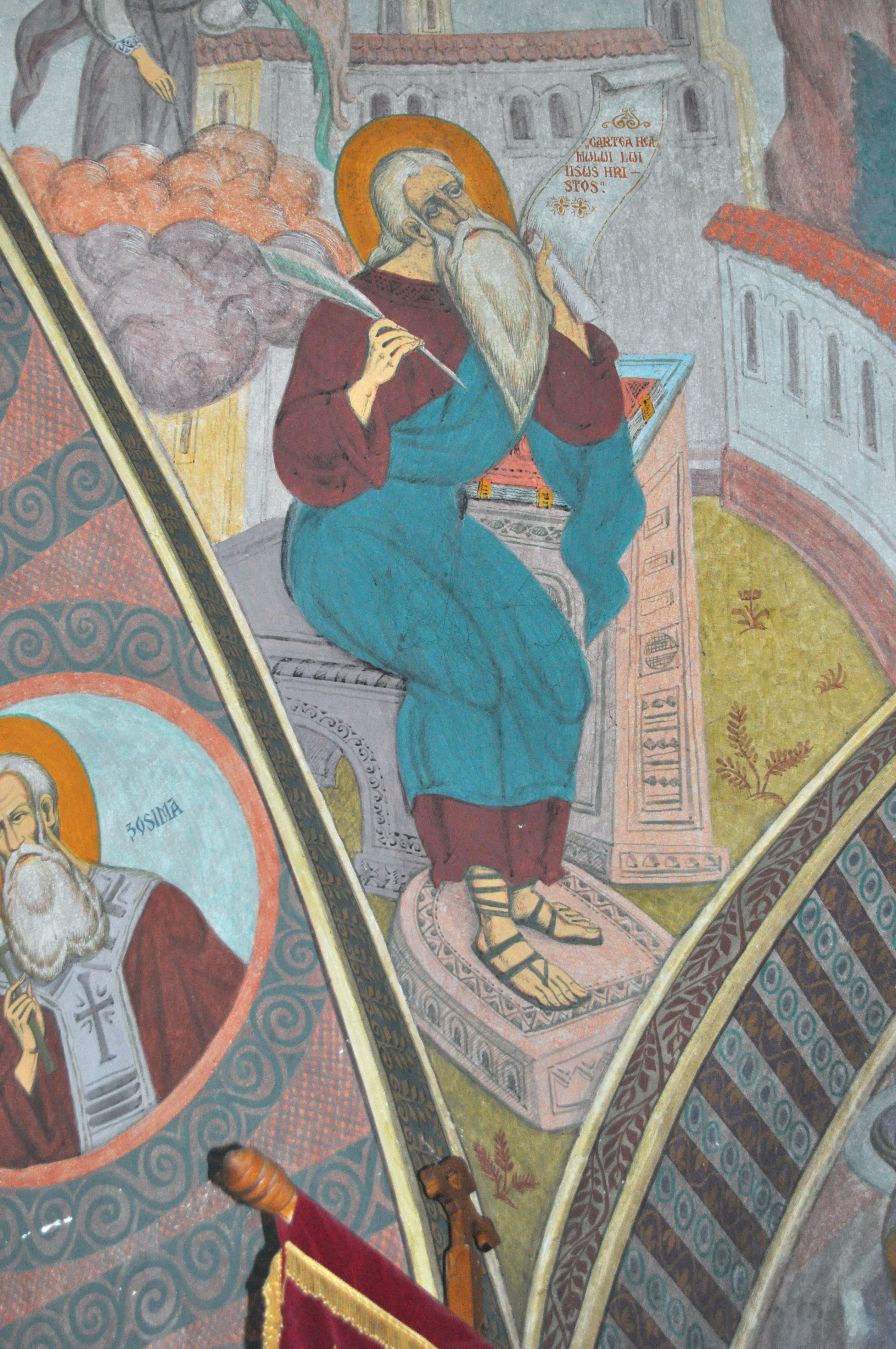
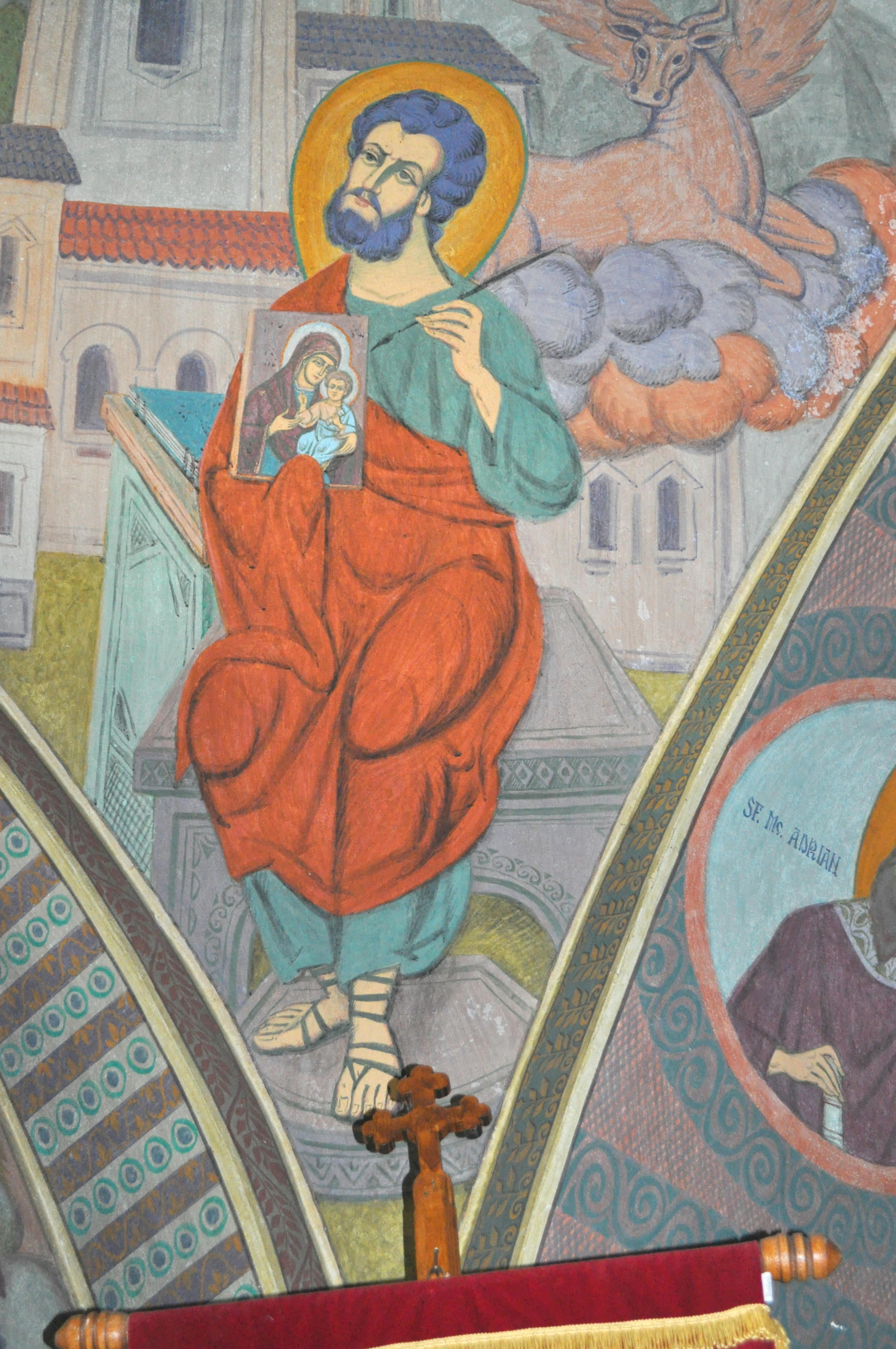
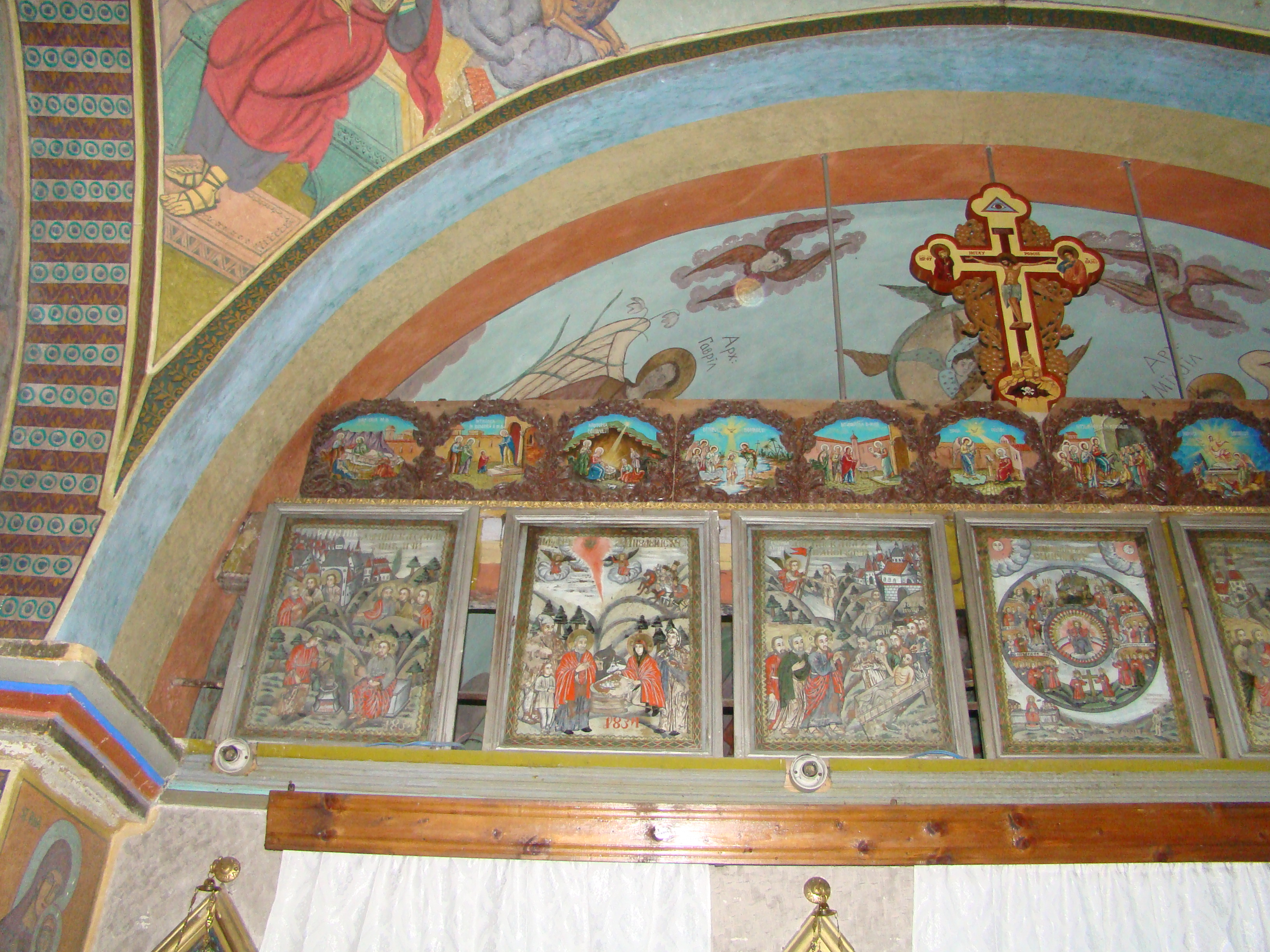
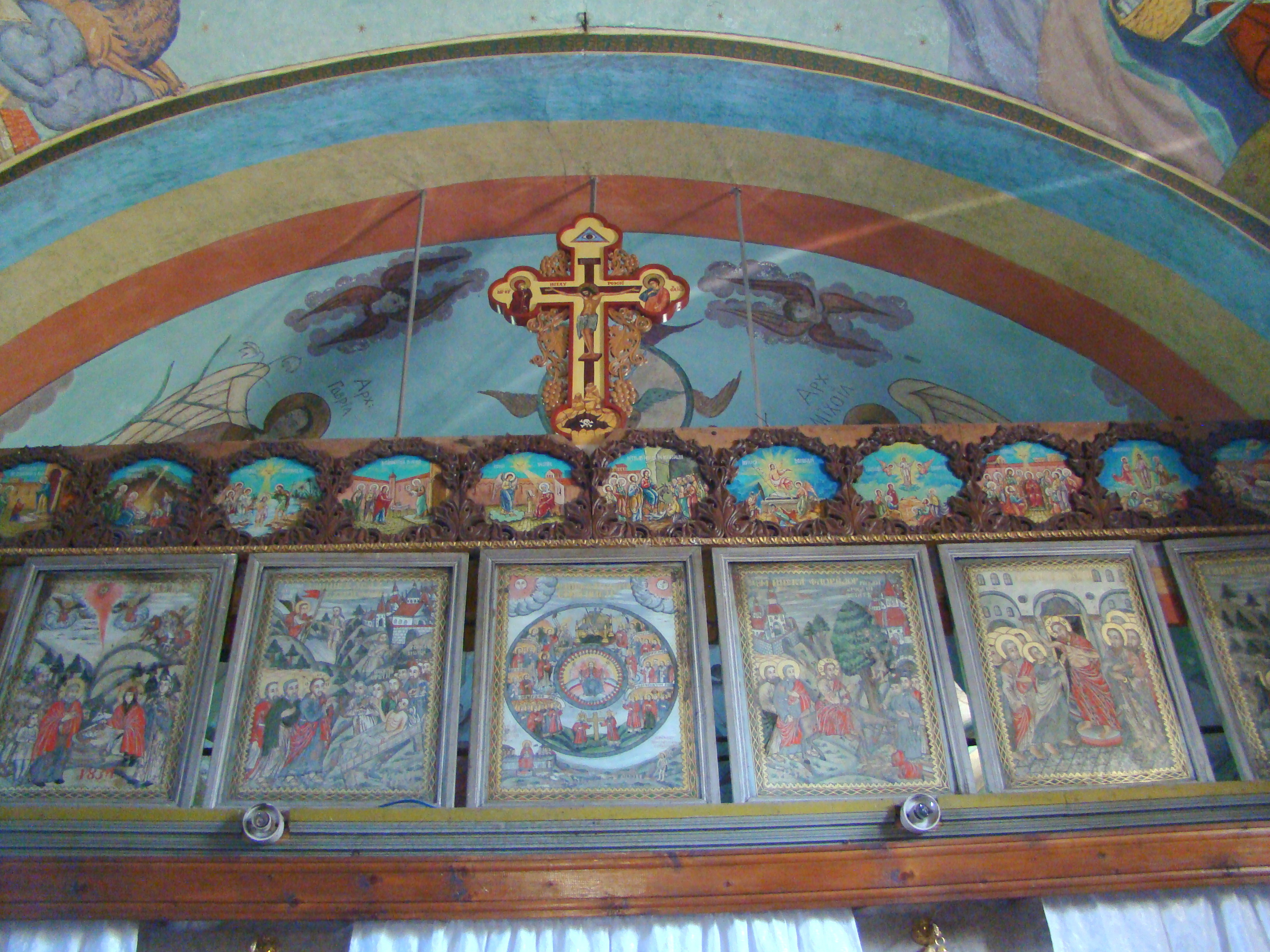
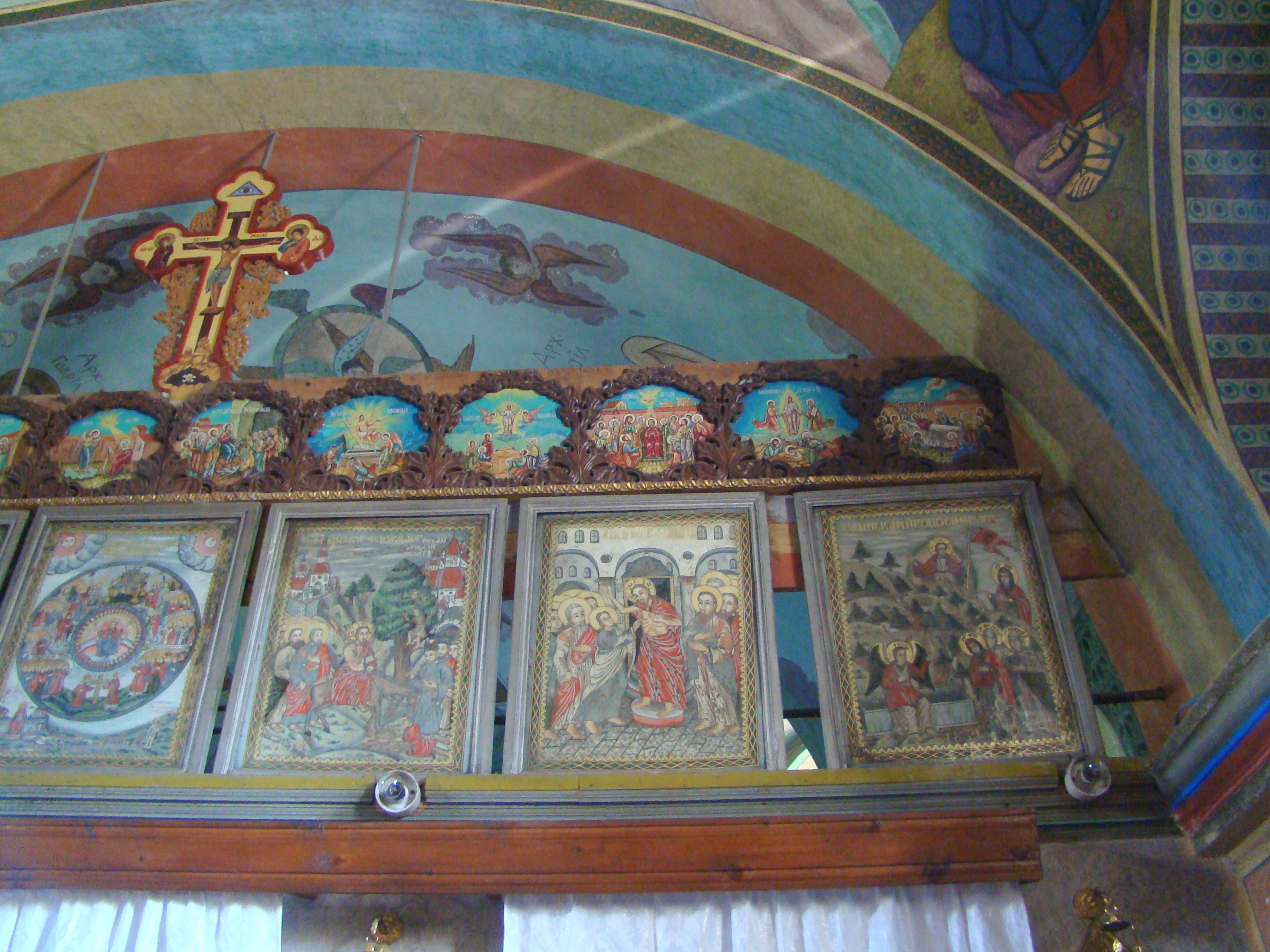
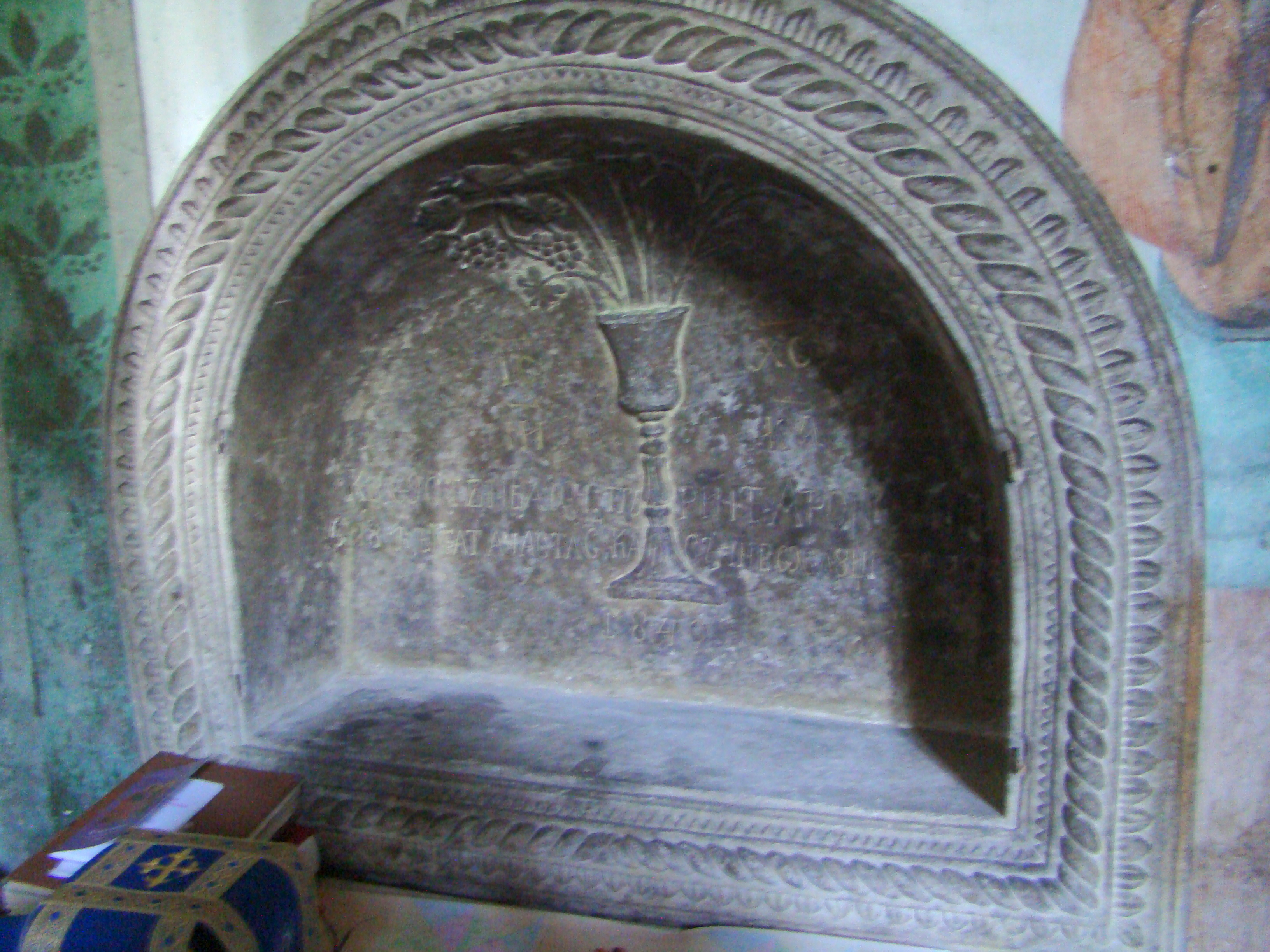
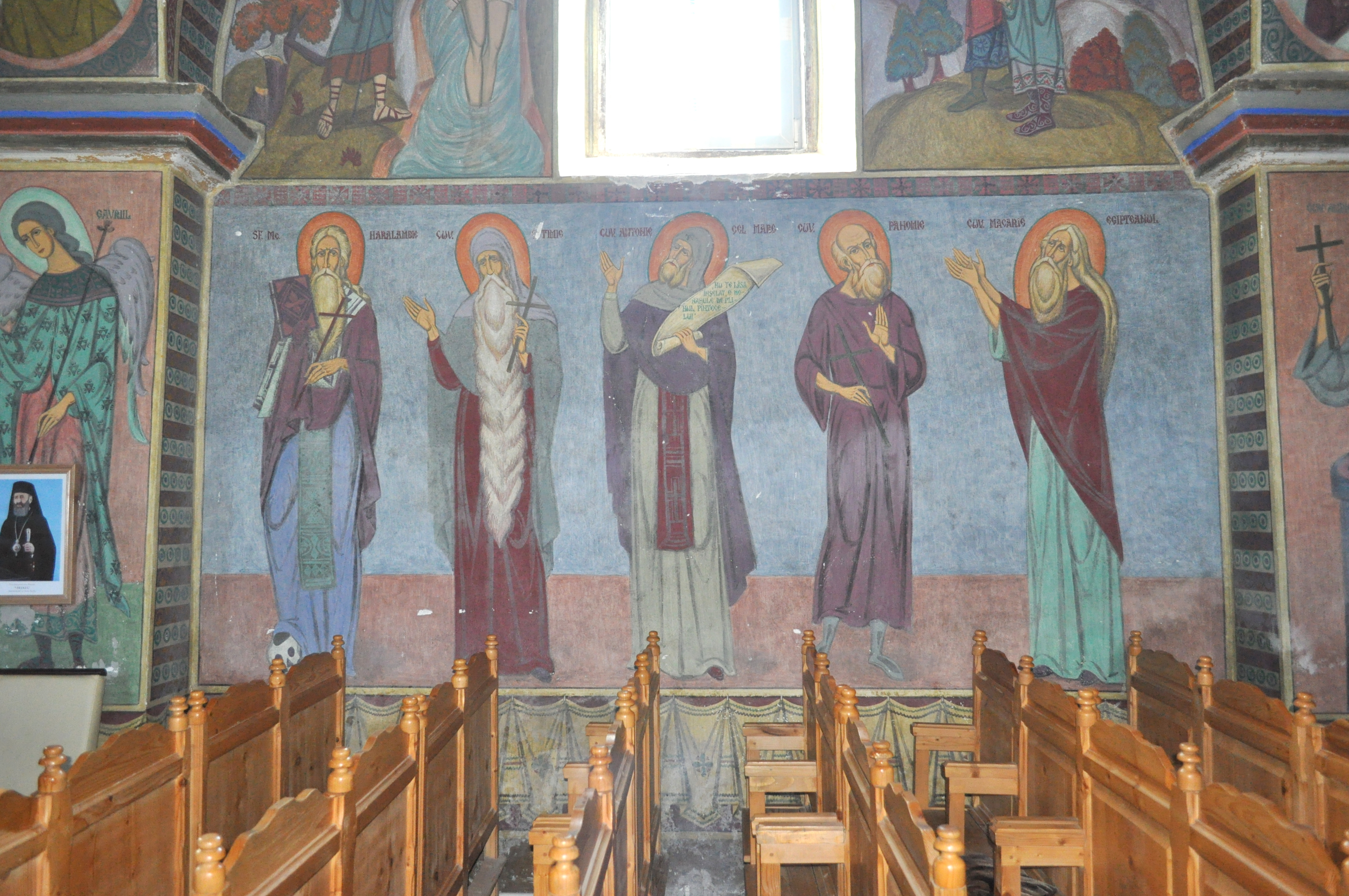
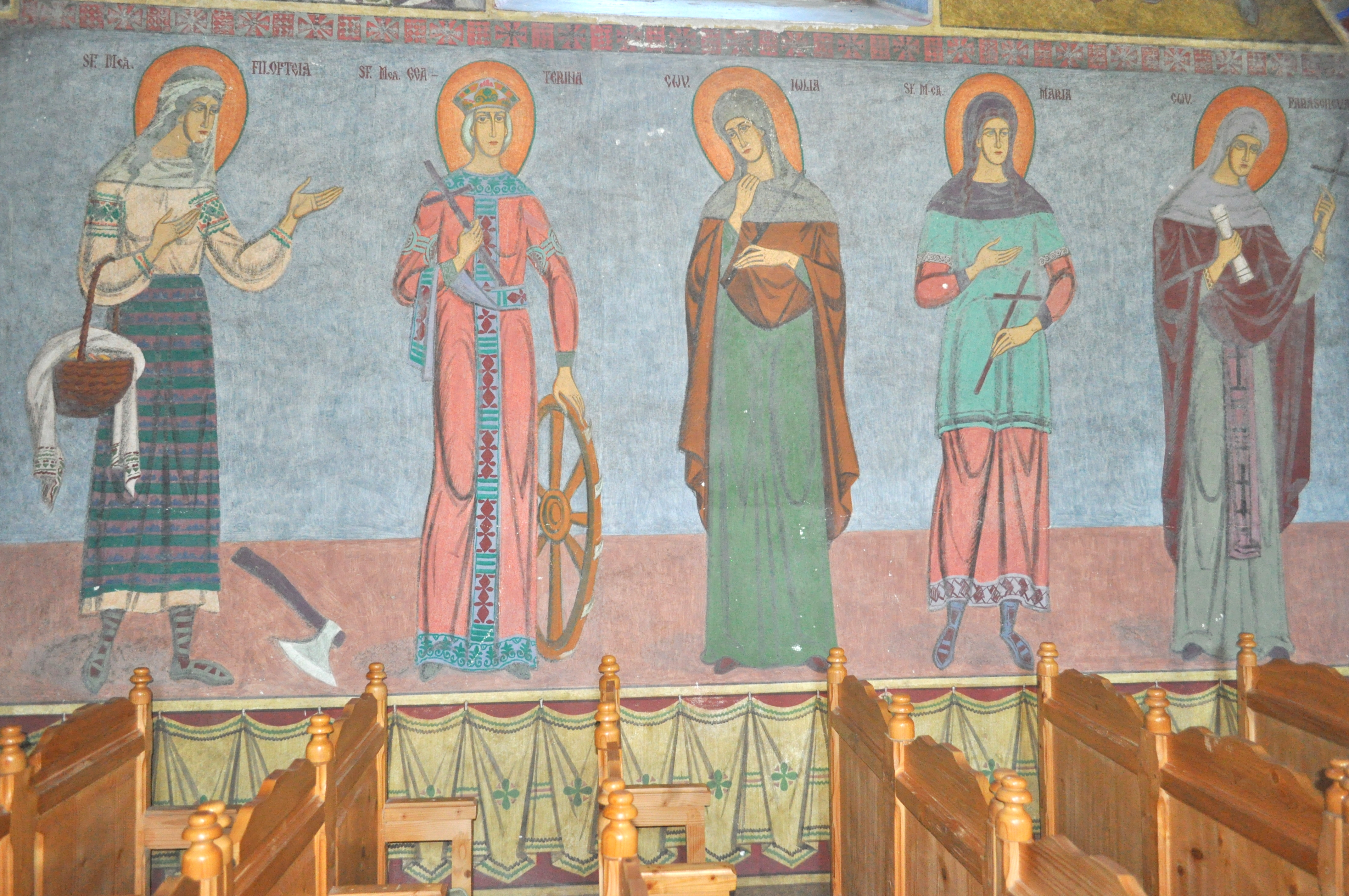